# Parfums Christian Dior
Parfums Christian Dior est une entreprise française de parfums créée en 1947 par Marcel Boussac, Serge Heftler-Louiche et le couturier Christian Dior. De nos jours, la marque de parfums et cosmétiques appartient au groupe LVMH, lui-même propriété du holding Christian Dior SE.

## Historique

### L'entreprise
En 1946 Christian Dior s'installe au 30, avenue Montaigne, l'ouverture de la boutique a lieu en décembre. L'année suivante, huit mois après la première collection, soutenant financièrement le couturier depuis ses débuts, Marcel Boussac fonde avec Chistian Dior et Serge Heftler-Louiche la Société Christian Dior parfums, SARL nommée alors plus communément « Dior Parfums ». Serge Heftler-Louiche, ami du d'enfance du couturier et Granvillais comme lui, ayant dirigé les parfums Coty, en devient le gérant statutaire puis le premier président.
En mars 1948, outre-Atlantique est fondé par l'association financière de Dior, Heftler-Louiche et Boussac, Christian Dior Perfumes New York ; des eaux de toilette apparaissent spécifiquement, pour ce marché. Brièvement fabriqués en sous-traitance, les parfums sont produits dans l'usine de l'entreprise à partir de 1949.
En 1957 Christian Dior meurt, deux ans environ avant Serge Heftler-Louiche.
Dès 1962, le Crédit Lyonnais tire la sonnette d'alarme auprès de Marcel Boussac : l'entreprise Boussac va mal.
Afin de renflouer un peu l'entreprise, le 16 mai 1968, un accord est signé par l’entreprise Moët & Chandon pour l'acquisition à Boussac de 50 % de Dior Parfums SA, tandis que le groupe textile conserve la Couture. En 1971, la part de Moët & Chandon, devenu MHD, dans Parfums Christian Dior passe de 50 à 70 %, ce qui permet à Boussac d'obtenir des liquidités. MHD devient propriétaire de la totalité du capital par la suite.
Serge Lutens, qui a travaillé au développement du maquillage en 1967, prend la direction artistique de l'entreprise de parfums l'année suivante. Christian Dior Cosmetics naît en 1969 avec la première ligne de maquillage intitulée Explosion de couleurs. En parallèle, 1967 voit le lancement de la ligne prêt-à-porter Christian Dior Monsieur.
À la fin des années 1970, le groupe Boussac est toujours en difficulté : il est mis en redressement judiciaire en mai 1978 et racheté par la Société fiduciaire et financière Agache Willot (qui deviendra Financière Agache par la suite) puis renommé Compagnie Boussac Saint-Frères. Marcel Boussac meurt en mars 1980. En juin de l'année suivante, Boussac-Saint Frères est en redressement judiciaire et intéresse Maurice Bidermann entre autres ; Bernard Arnault, par l'intermédiaire du groupe immobilier Ferret-Savinel, achète en décembre 1984 l'entreprise, toujours propriétaire entre autres de la marque Christian Dior (couture, hors parfums), et apporte 400 millions de francs au capital de la société,.
En juin 1987, Moët & Chandon devient LVMH en fusionnant avec la maison de cognac Hennessy et le maroquinier Louis Vuitton.
Deux ans après, Bernard Arnault, qui a pris possession de LVMH via la Financière Agache, rassemble indirectement ce qui deviendra le holding Christian Dior les deux filiales parfums et couture,. En 1997, LVMH fait l'acquisition de la chaine de distribution Sephora qui deviendra une « force de frappe » pour les parfums du groupe.

### Produits
La première fragrance, aux accents chyprés, s'appelle Miss Dior. Cette dernière est présentée le jour du premier défilé de la maison, le 12 février 1947. Ne seront diffusés que 283 exemplaires de ce premier flacon en cristal de Baccarat en décembre 1947, quelques mois après la présentation des lignes Corolle  et En 8, surnommées « New Look » par Carmel Snow, rédactrice en chef de Harper's Bazaar. Pour Christian Dior, qui prête une grande attention aux parfums et aux accessoires ayant compris très tôt l'importance de la diversification, le parfum « est le complément indispensable de la personnalité féminine, c’est la finishing touch d'une robe. » Diorama sort à la suite en 1949, c'est le premier parfum créé pour Dior par Edmond Roudnitska qui collaborera avec la marque pendant de nombreuses années, jusqu’à la déclinaison d’Eau sauvage Extrême en 1984.
En 1955 sort le parfum Eau Fraîche, premier parfum unisexe. Le quatrième parfum de Dior, Diorissimo, inspiré du muguet et vendu dans un flacon dessiné par le couturier sort l'année suivante ; ce dernier rencontre immédiatement le succès.

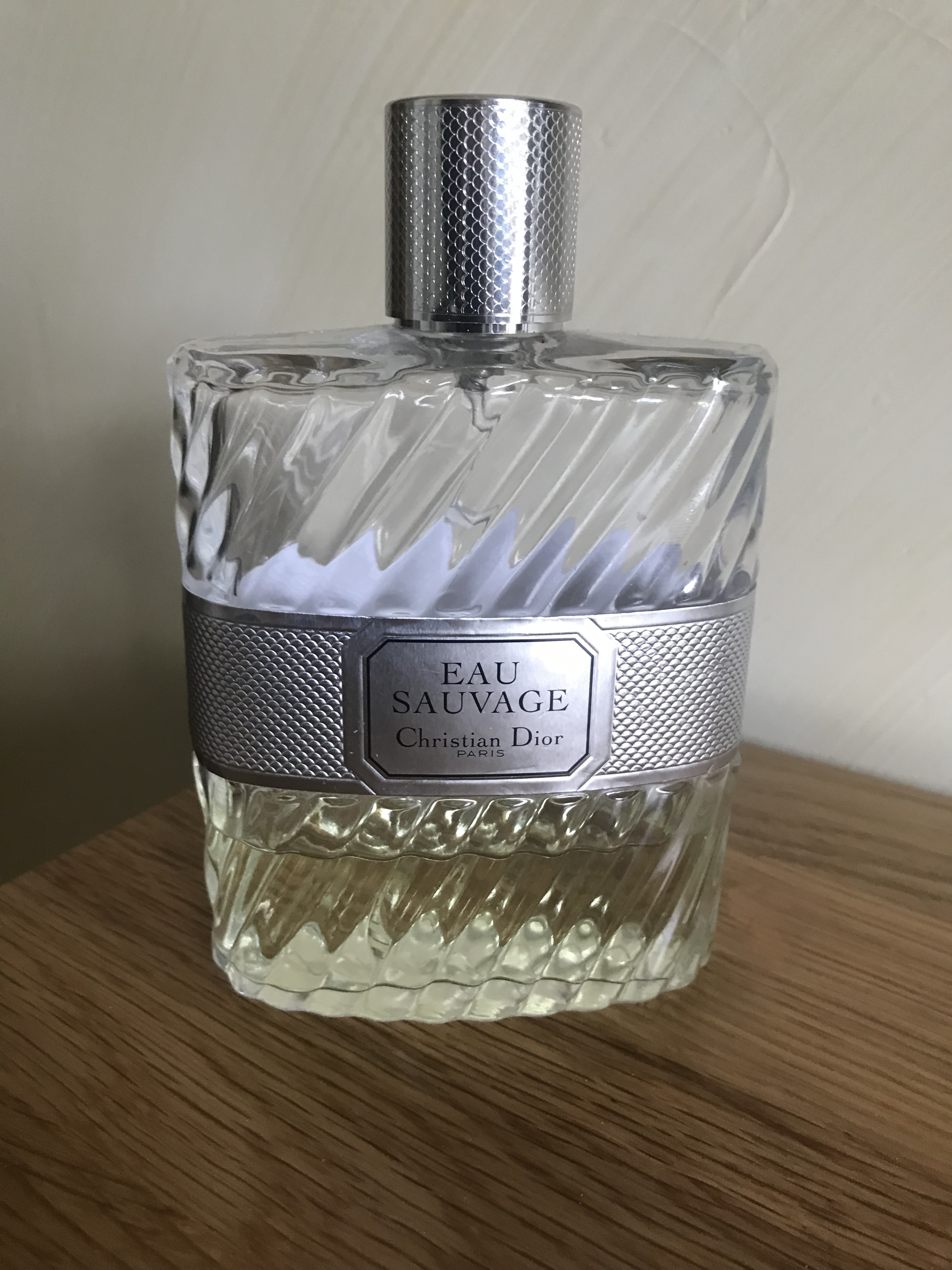
Eau Sauvage

La Crème Abricot qui fortifie les ongles apparait en 1963, la même année que le parfum Diorling. Après plusieurs années d'élaboration, Eau sauvage est commercialisé en 1966. Il sera suivi d'Eau Sauvage Extrême en 1984.
Les lancements se succèdent : la ligne de maquillage Diormatic, le parfum Diorella signé de nouveau par Edmond Roudnitska, avec comme souvent une affiche dessinée par René Gruau, est commercialisé en 1972 ; celui-ci se voulait le pendant féminin d’Eau Sauvage. La première gamme de soin Hydra Dior est mise sur le marché l'année suivante, puis Dior-Dior sort en 1976, signé encore par Roudnitska, et Dioressence suit trois ans après.
Les années 1980 débutent avec la sortie du parfum pour homme Jules qui marque la dernière publicité du fidèle René Gruau. Poison suit en 1985, le produit de soin Capture sort l'année suivante, et le parfum pour homme Fahrenheit est lancé en 1988.
Le parfum féminin Dune, qui sera suivi de Dune pour homme six ans plus tard, est commercialisé en 1991, Tendre Poison, déclinaison légère de Poison en 1994, Dolce Vita, Eau Svelte et le soin Capture Rides en 1995, la ligne de solaires Dior Bronze en 1997, Hypnotic Poison et sa touche de réglisse en 1998.
Enfin, le parfum J'adore est lancé en 1999, il deviendra une des meilleures ventes des Parfums Christian Dior.

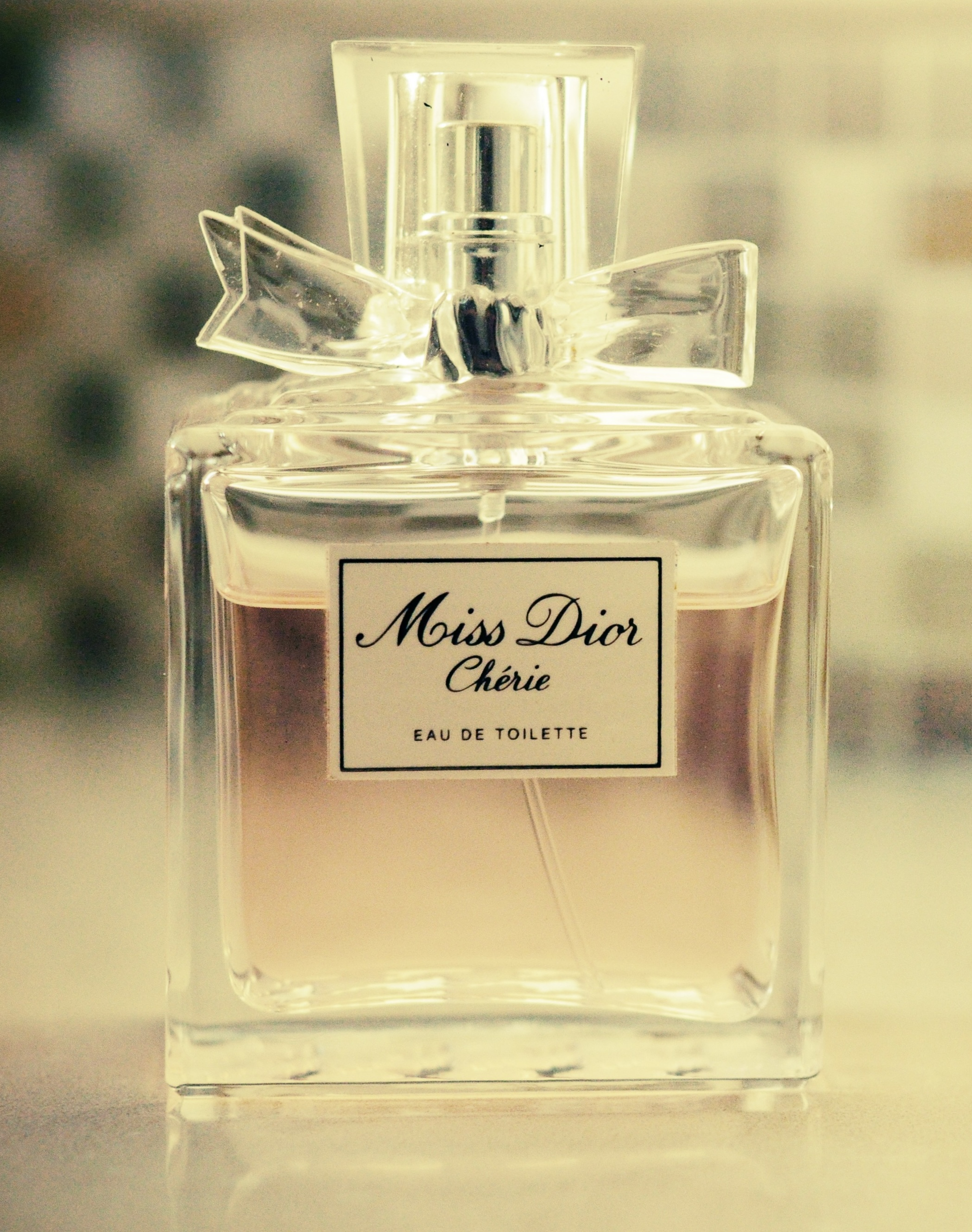
Miss Dior Chérie

Les années 2000 débutent avec la sortie de Remember Me. Lancement du parfum pour homme Higher en 2001, de Forever and Ever, du rouge à lèvres Dior Addict et d’accessoires de maquillage la même année, suivi du parfum I Love Dior, puis Dior Addict conçu par Thierry Wasser en 2002 et qui s'inspirera de Bardot pour sa publicité dix ans plus tard,. Chris 1947 et Higher Energy sortent en 2003. Hedi Slimane, alors chez Dior Homme, signe avec le nez Olivier Polge trois eaux de Cologne : Cologne Blanche, Eau Noire et Bois d'argent en 2004 ; elles feront toutes trois partie plus tard de la collection Couturier Parfumeur, renommée par la suite Collection Privée, ligne de parfums diffusée uniquement dans les boutiques Dior et qui comprend Grand Bal, Patchouli Impérial, Ambre Nuit, Leather Oud, New Look 1947, Cologne Royale, Granville, Milly-la-Forêt, Gris Montaigne, Mitzah, Vetiver, Oud Ispahan et Cuir Cannage.
Toujours en 2004, apparition de Dior Me, Dior Me Not, Pure Poison, et de l'eau parfumée Sweet Sun, qui sera arrêtée en 2010. Le parfum Dior Homme sort en 2005 toujours sous la direction artistique d'Hedi Slimane, Miss Dior Chérie, et Diorskin Airflash un fond de teint sous forme de brumisateur sortent tous deux la même année. Forever and Ever Dior est commercialisé en 2006, Fahrenheit 32 en 2007, année de transition entre Slimane et Kris Van Assche chez Dior Homme, la même année que Midnight Poison signé par François Demachy, parfumeur créateur exclusif de la maison.

En novembre 2007, pour l'anniversaire des dix ans de John Galliano dans la maison, Dior édite une collection limitée de trois parfums dans un flacon en forme d’amphore, Passage no 9, Passage no 8 et Passage no 4.
Escale à Portofino est lancé en 2008 puis Escale à Pondichéry en 2009, suivi l'année d'après de Escale aux Marquises, tous trois signés François Demachy. Escale à Parati existe également depuis mai 2012 et vient compléter la ligne des Escales de Dior. Fin 2009, sort une nouvelle eau de Cologne, Ambre Nuit, toujours par François Demachy. La collection de « Cologne » est complétée également par Oud Ispahan.
Les parfums Christian Dior, avec Eau sauvage (3e parfum masculin en France), l'ancien Miss Dior, Poison datant de 1985 et récompensé deux ans plus tard d'un FiFi Awards, ou J'adore créé en 1999 et première vente de parfum en France, sont des produits essentiels de la marque Dior.
Dior est une des rares maisons à employer en interne un parfumeur-créateur exclusif en la personne de François Demachy. Travaillant comme parfumeur depuis plus de trente-cinq ans, il entre chez Dior en 2006 et est aujourd’hui décrit comme « l’un des nez les plus respectés ». Évoquant les fragrances qu’il crée pour Dior et les matières premières qu’il utilise, il explique « les fleurs sont les plus intéressantes, car elles composent le côté romantique de mon métier ». François Demachy a notamment signé les trois Escales, la Collection Privée Christian Dior, Dior Homme Sport et de nouvelles versions de J’adore, Miss Dior, Dior Addict et Eau Sauvage.

En 2021, c'est Francis Kurkdjian qui est nommé directeur de la création parfum. 

« Voilà pourquoi je suis devenu aussi parfumeur, pour qu’il suffise de déboucher un flacon pour voir surgir toutes mes robes. »

— Christian Dior
Depuis le lancement de Rouge Dior, le premier rouge à lèvres de la maison, en 1953, le maquillage est aussi un des piliers des Parfums Christian Dior. Le vernis Dior, lancé en 1962, la palette 5 Couleurs pour les yeux en 1987, les rouges à lèvres Diorific, en 1997, et Dior Addict en 2001, la ligne de teint Diorskin en 2002 sont désormais des produits emblématiques, régulièrement réinventés et revisités. Depuis mars 2014, Peter Philips est le directeur de la création et de l’image du maquillage Dior.

### Production
Après un premier site de production à Rueil-Malmaison, les parfums Christian Dior (ainsi que d'autres parfums du groupe LVMH) sont fabriqués, depuis 1973, à l’usine Dior de Saint-Jean-de-Braye, près d'Orléans, sur un site de 55 hectares, qui compte également un centre de recherche et développement.

## Égéries publicitaires, parfum et cosmétiques

### Féminins
Égéries :
- Sophie Marceau (uniquement en Asie, produits de beauté)
- Isabelle Adjani, Poison, 1985
- Milla Jovovich, Hypnotic Poison, 1998-1999[43]
- Sharon Stone, produits de beauté (2005)
- Charlize Theron, J'adore, égérie depuis 2004[44], et l'horlogerie[45]
- Monica Bellucci, Hypnotic Poison, 2006 et cosmétiques[46]
- Eva Green, Midnight Poison, 2007[43]
- Kate Moss, produits de beauté : rouge à lèvres Be Iconic de Dior Addict, 2011[47]
- Natalie Portman, Miss Dior Chérie, égérie depuis 2010[48]
- Mélanie Laurent, Hypnotic Poison, 2011[49], elle succède à Monica Bellucci et Milla Jovovich.
- Jennifer Lawrence, Joy, égérie depuis 2018[50].

Mannequins :
- Milla Jovovich, Hypnotic Poison, 1998-1999[43]
- Carmen Kass, J'adore, 1999-2003
- Lucy Gordon, Eau de Dior, 2000
- Karolina Kurkova, cosmétiques (2002)
- Liberty Ross, Dior Addict, 2002-2004
- Tiiu Kuik, J'adore, 2004
- Letícia Birkheuer, Pure Poison, 2004
- Riley Keough, Miss Dior Chérie, 2005
- Mylène Jampanoï, cosmétiques Dior Snow, vendus uniquement en Asie, 2007
- Lily Donaldson, Miss Dior, 2007
- Maryna Linchuk, Miss Dior Chérie, 2008
- Daphne Groeneveld, Dior Addict, Dior Addict Eau Délice et gloss Dior Addict, 2012-2013
- Bella Hadid, Dior Backstage, 2017-2018
- Cara Delevingne, Dior Capture Youth, 2017-2018

### Masculins
Ambassadeurs  :
- Alain Delon, Eau sauvage, 1966, et 2009 avec l'extrait du film La Piscine de Jacques Deray[51],[52]
- Zinédine Zidane, Eau sauvage, 1999
- Corto Maltese, Eau sauvage, 2001
- Jude Law, Dior Homme Sport[53], 2008, et Dior Homme, 2010[54] avec une publicité nommée Un rendez-vous, réalisée par Guy Ritchie[55].
- Largo Winch, Eau Sauvage, 2001
- Robert Pattinson, Dior Homme, 2013[56]
- Johnny Depp, Sauvage, 2015-2018
- Kylian Mbappé, Sauvage, 2021[57]

Mannequins :
- Ambrose Olsen, Dior Homme : Dermo System by Hedi Slimane, 2006
- Jamie Dornan, Dior Homme, 2011